# Gașca Rațelor
Gașca Rațelor (engleză Quack Pack) este un serial de animație produs de Walt Disney Television Animation, ce îi aduce în atenție pe Donald Duck și nepoții săi, Huey, Dewey, și Louie. Serialul a debutat pe 3 septembrie 1996 ca parte a blocului de programe "Disney Afternoon", urmat de succesul lui Trupa Goofy. Serialul a fost difuzat un sezon cu un total de 39 de episoade.
Serialul a fost disponibil în România la finele anului 2001 fiind difuzat de TVR 1, iar în 2014 a fost preluat de Disney Junior.